# André Lefevere
(Lefevere 1982: 1 1)
André Alphons Lefevere (1945 – Austin, 27 marzo 1996) è stato un linguista belga, uno dei più importanti teorici della traduzione della seconda metà del ventesimo secolo.
Ha studiato presso l'Universiteit  Gent (1964–1968) e ricevuto il PhD presso la University of Essex nel 1972. Oltre a occuparsi di studi teorici, ha tradotto dal francese, dal nederlandese, dal latino, dal tedesco, dall'inglese e verso il nederlandese e l'inglese. All'epoca della morte, era docente di Germanistica presso la University of Texas at Austin.

## La traduzione come riscrittura
Lefevere contribuisce soprattutto agli studi di letteratura comparata e alla traduzione. Ispirandosi a teorici del polisistema come Itamar Even-Zohar, concepisce la traduzione come una forma di riscrittura (rewriting), in cui il traduttore assume il ruolo di coautore e che tiene conto di una serie di vincoli ideologici e politici all'interno del sistema della cultura ricevente. Ogni metatesto ottenuto da un prototesto è quindi mirato all'adattamento del prototesto stesso a una certa ideologia o poetica, o meglio a entrambe: in altre parole, la traduzione non viene più esaminata in un rapporto di dipendenza dal prototesto, ma è analizzata nella sua essenza di opera appartenente a un preciso contesto socioculturale, in base al concetto di mecenatismo, inteso come influsso sul lavoro di traduzione da parte di individui, gruppi o istituzioni. Il traduttore, chiamato a adottare strategie di volta in volta diverse, ha dunque la facoltà di riformulare il messaggio a seconda della linguacultura a cui si rivolge. Con Susan Bassnett condivide l'idea che "non è la parola, né il testo, bensì la cultura a rappresentare l'unità funzionale della traduzione". In quest'ottica, il traduttore diventa una figura centrale non solo nella comunicazione interculturale, ma anche nella reale creazione della cultura. Secondo Lefevere, il traduttore non agisce in maniera del tutto neutra: consapevolmente o meno, egli "manipola" il testo, sia attraverso la propria interpretazione personale, sia a causa del mutare del codice linguistico, sia in base a fattori socioculturali e storici. È così che gli "studi prescrittivi" (PTS: Prescriptive Translation Studies), mirati a un insegnamento e a una critica della traduzione fondati sul criterio che la traduzione possa essere unicamente "libera" o "letterale", vengono soppiantati dagli "studi descrittivi" (DTS: Descriptive Translation Studies), che ribadiscono la centralità dell'analisi testuale (description), cioè l'indagine basata su casi storici esemplari e significativi e non su astrazioni. Al contrario, viene messa in secondo piano (e poi definitivamente negata) la precettistica, ovvero un modello di obblighi e divieti in vista di un modello ideale al quale il traduttore dovrebbe attenersi.
Insieme a Gideon Toury, James Holmes e Jose Lambert, Lefevere può essere considerato tra i primi studiosi a essersi occupati di traduzione quale disciplina autonoma. Con la proposta di chiamare "Translation Studies" l'ambito di studi che riguarda i problemi derivanti dalla produzione e dalla descrizione delle traduzioni (Lefevere 1978), è proprio Lefevere a far sì che si inizi a concepire la traduzione come disciplina a sé.

## L'analisi del testo tradotto
Lefevere ha analizzato attentamente vari testi tradotti, individuando alcune frequenti deformazioni del testo. In generale, i testi tradotti risultano spesso compressi o espansi.
La compressione si ottiene per lo più tramite l'uso di parole composte o parafrasi. L'espansione deriva invece da esagerazione, esplicitazione e riempimento. Le due procedure, per lo più camuffate da "spiegazioni" o "interpretazioni" (se non addirittura da "miglioramenti"), determinano inevitabilmente una distorsione del metatesto come opera letteraria e una falsificazione del prototesto.
La distorsione morfologica avviene quando le parole vengono troncate o usate in forma arcaica; la distorsione del senso è dovuta all'uso di etimologismi, circonlocuzioni, frasi fatte, tautologie, connotazioni perse; la distorsione della sintassi avviene perlopiù per sovrapposizione della sintassi del prototesto.

## Pubblicazioni
- Constructing Cultures, London, Multilingual Matters, 1997. (con Susan Bassnett)
- Translating Literature: Practice and Theory in a Comparative Literature Framework, New York, MLA, 1992.
- Translation, Rewriting, and the Manipulation of Literary Fame, London/New York, Routledge, 1992. Traduzione italiana:  Traduzione e riscrittura. La manipolazione della fama letteraria, Torino, UTET Libreria, 1998.
- Culture/History: A Source Book, London/New York, Routledge, 1992.
- Essays in Comparative Literature, Calcutta, Papyrus, 1989.
- Nederlandse Poëzie, Amsterdam, Coutinho, 1989.
- Translating Literature: The German Tradition, Assen, Van Gorcum, 1977.
- Literary Knowledge, Assen, Van Gorcum, 1977.
- Translating Poetry: Seven Strategies and a Blueprint, Amsterdam, Van Gorcum, 1975.